# Damolympiaden 1922

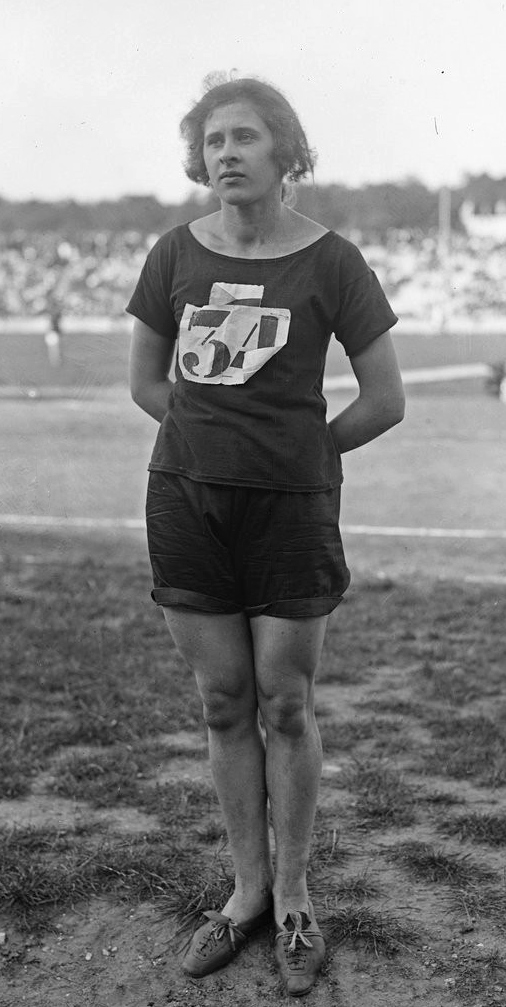
Marie Mejzlíková II

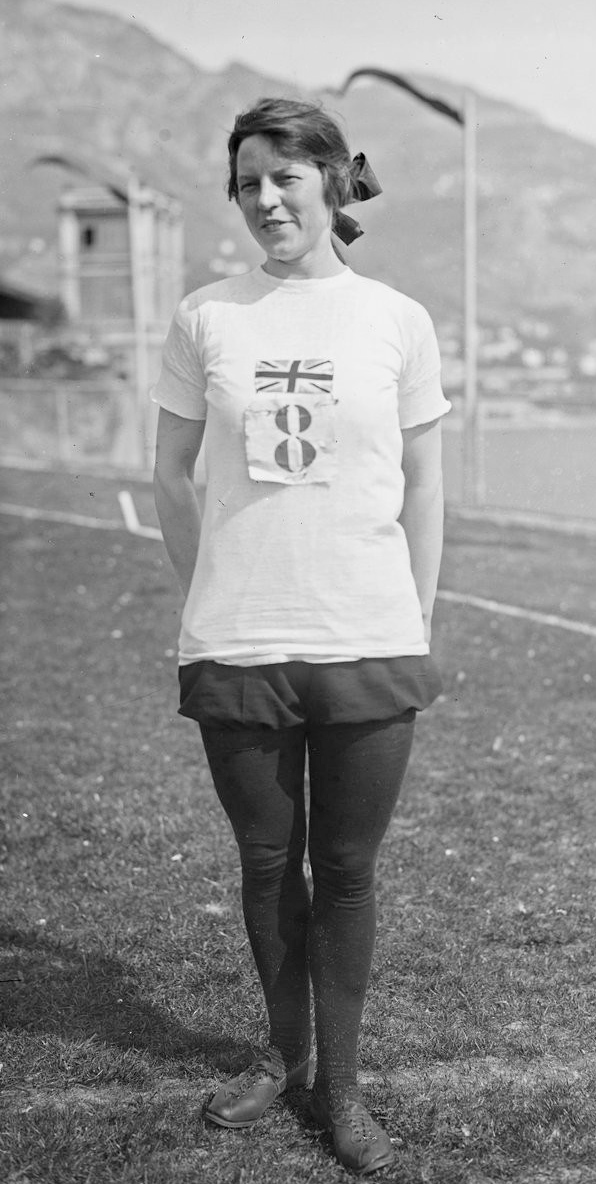
Mary Lines

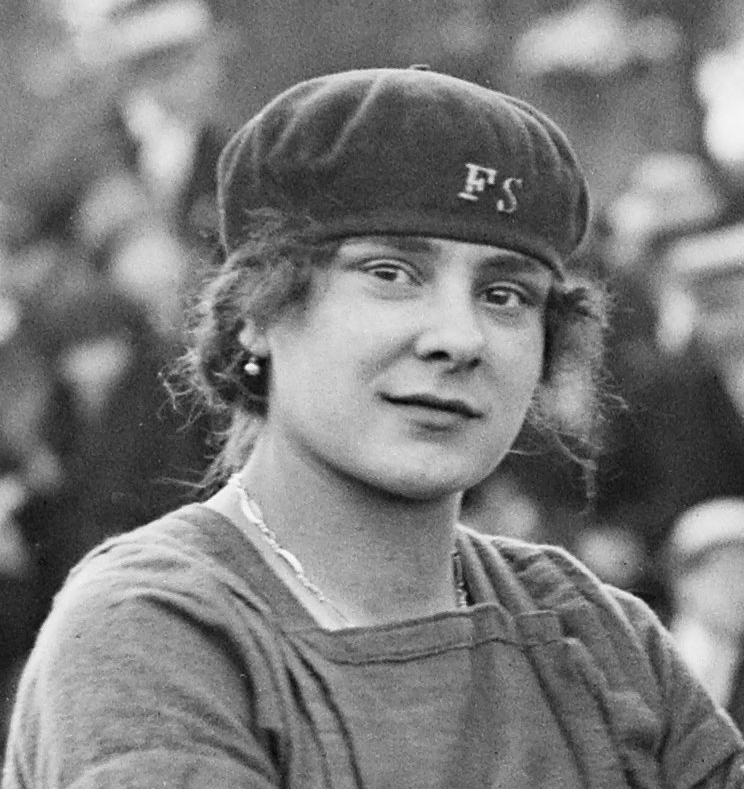
Lucie Bréard

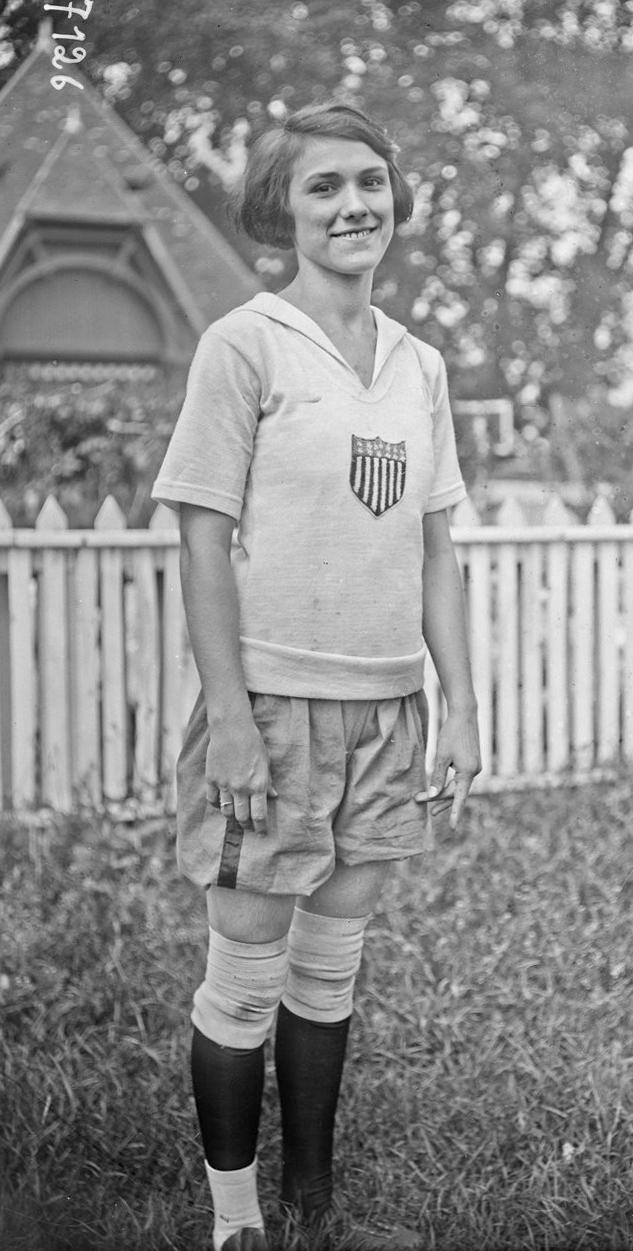
Camille Sabie

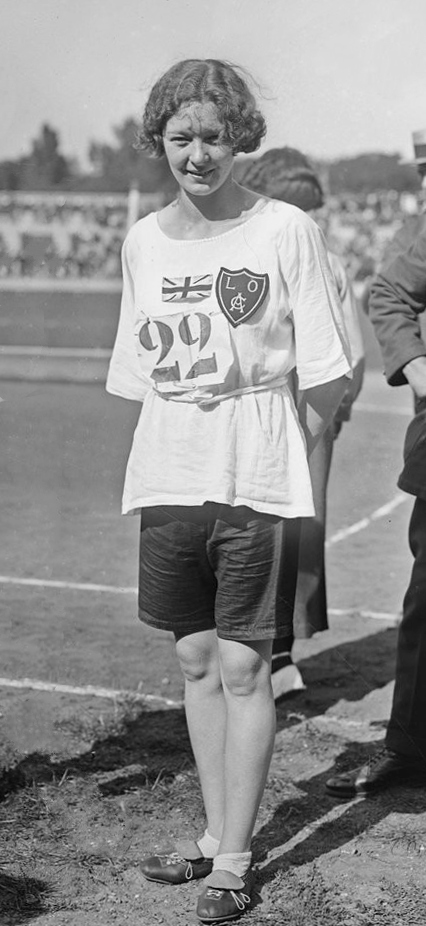
Hilda Hatt

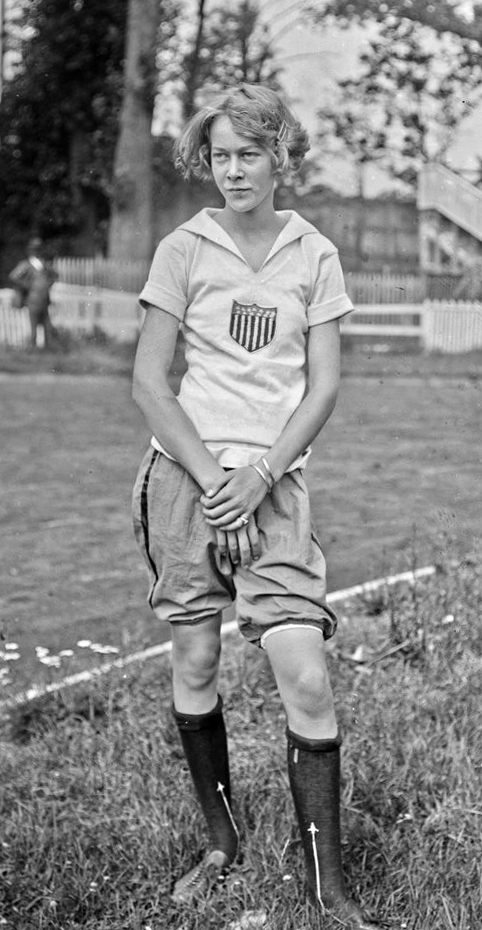
Nancy Voohees

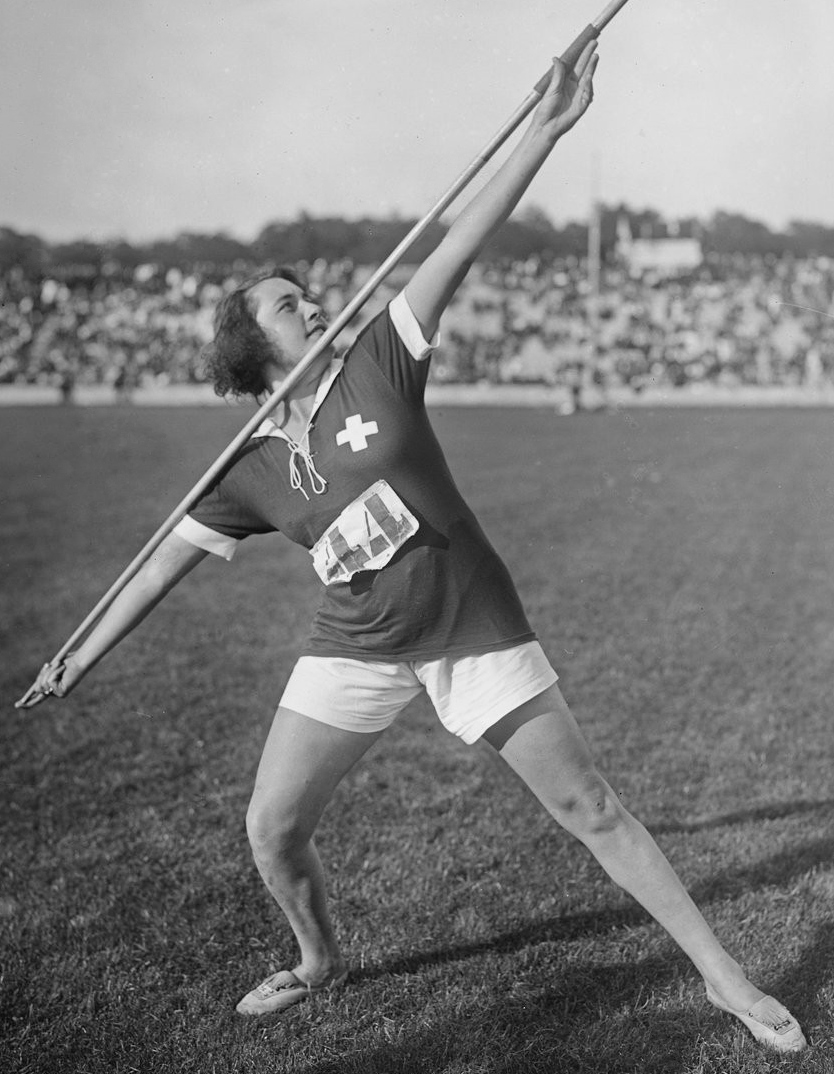
Francesca Pianzola

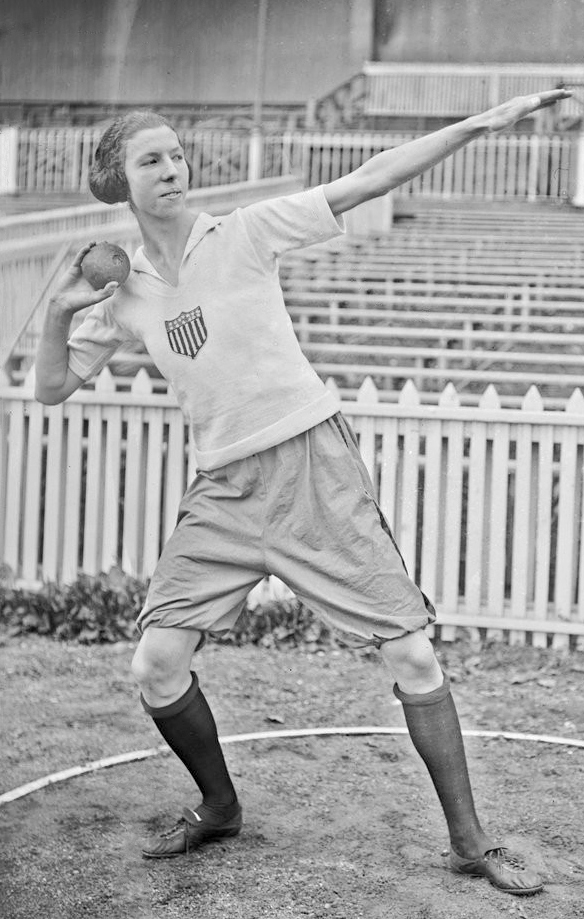
Lucile Godbold

Damolympiaden 1922 (franska Jeux Olympiques Féminins, engelska: Women's Olympiad och Women's Olympic Games, tyska Frauen-Olympiade, tjeckiska Ženské světové hry) var den första ordinarie internationella Damolympiaden i friidrott för kvinnor, tävlingarna hölls den 20 augusti på Pershingstadium 1922 i Paris.

## Tävlingarna
Tävlingen organiserades av Fédération Sportive Féminine Internationale under Alice Milliat och tillkom som en protest mot Internationella olympiska kommitténs (IOK) policy att inte tillåta damer till friidrottsgrenar vid OS 1920. Tävlingen blev en stor framgång och ett betydande steg för damidrotten.
Tävlingen samlade 77 deltagare från 5 nationer: England, Frankrike, Schweiz, Tjeckoslovakien, och USA.
| Lag | Land           | Deltagare | Lag | Land            | Deltagare |
| --- | -------------- | --------- | --- | --------------- | --------- |
| 1   | Frankrike      | 32        | 2   | Schweiz         | 7         |
| 3   | Storbritannien | 13        | 4   | Tjeckoslovakien | 10        |
| 5   | USA            | 15        |     |                 |           |

Deltagarna tävlade i 11 grenar: Löpning ( 60 meter, 100 yards, 300 meter, 1000 meter,  stafettlöpning 4 x 110 yards och  häcklöpning 100 yards), höjdhopp, längdhopp, längdhopp utan ansats, spjutkastning och kulstötning.
Turneringen öppnades som vanliga Olympiska spelen med en öppningsceremoni och deltagarnas inmarsch, evenemanget samlade cirka 20 000 åskådare och hela 18 världsrekord sattes.

## Medaljörer, resultat
Placeringar i respektive gren
| Gren                     | Guld                                                                       | Guld   | Silver                                                                  | Silver | Brons                                                                                      | Brons |
| 60 meter                 | Marie Mejzlíková II Tjeckoslovakien                                        | 7,6    | Mary Lines Storbritannien                                               | 7,7    | Nora Callebout Storbritannien                                                              | 7,8   |
| 100 yards                | Nora Callebout Storbritannien                                              | 12,0   | Marie Mejzlíková II Tjeckoslovakien                                     |        | Mary Lines Storbritannien                                                                  |       |
| 300 meter                | Mary Lines Storbritannien                                                  | 44,8   | Alice Cast Storbritannien                                               |        | Andrée Darreau eller Germaine Darreau Frankrike                                            |       |
| 1000 meter               | Lucie Bréard Frankrike                                                     | 3.12,0 | Georgette Lenoir Frankrike                                              | 3.12,2 | Phylis Hall Storbritannien                                                                 |       |
| Stafett 4 x 110 yards    | Storbritannien med Mary Lines Nora Callebout Daisy Leach Gwendoline Porter | 51,8   | Frankrike med Lucie Prost Germaine Robin Yvonne De Wynne Louise Noeppel |        | Tjeckoslovakien med Marie Mejzlíková II Bozena Srámková Marie Mejzlíková I Marie Jirásková |       |
| Häcklöpning 100 yard     | Camille Sabie USA                                                          | 14,4   | Hilda Hatt Storbritannien                                               | 14,8   | Geneviève Laloz Frankrike                                                                  | 15,0  |
| Höjdhopp                 | Hilda Hatt Storbritannien, delat Guld                                      | 1,46   | Nancy Voorhees USA, delat Guld                                          | 1,46   | Ivy Lowman Storbritannien                                                                  | 1,42  |
| Längdhopp                | Mary Lines Storbritannien                                                  | 5,06   | Elizabeth Stine USA                                                     | 5,02   | Camille Sabie USA                                                                          | 4,96  |
| Längdhopp, stående       | Camille Sabie USA                                                          | 2,48   | Mary Hughes Storbritannien                                              | 2,40   | Henriette Comte Frankrike                                                                  | 2,34  |
| Spjutkastning två-hands* | Francesca Pianzola Schweiz                                                 | 43,24  | Yvonne Gancel Frankrike                                                 | 41,62  | Lucile Godbold USA                                                                         | 39,70 |
| Kulstötning två-hands*   | Lucile Godbold USA                                                         | 20,22  | Violette Morris Frankrike                                               | 19,85  | Maud Rosenbaum USA                                                                         | 17,37 |

- Vid kastgrenarna kastade varje tävlande dels med höger hand och dels med vänster hand, därefter adderades respektive bästa kast till ett slutresultat

## Slutställning
Ländernas slutplacering
| Placering | Land            | Poäng |
| --------- | --------------- | ----- |
| 1         | Storbritannien  | 50    |
| 2         | USA             | 31    |
| 3         | Frankrike       | 29    |
| 4         | Tjeckoslovakien | 12    |
| 5         | Schweiz         | 6     |

## Eftermäle
Tävlingen blev en stor framgång och ett betydande steg för damidrotten, uppföljare hölls 1926 i Göteborg, 1930 i Prag och 1934 i London
I juli 1927 hölls första SM i friidrott för damer och i september 1938 hölls de första EM i friidrott för damer.
Under juni - augusti 2022 visades en minnesutställning över Damolympiaden vid Jardin Villemin (10:e ar) och Square des Arènes de Lutèce (5:e ar) i Paris.